# Kongeparrets Grønlandsrejse
Kongeparrets Grønlandsrejse er en film med ukendt instruktør.

## Handling
Kong Christian 10. ledsages af dronning Alexandrine, kronprins Frederik og prins Knud på kongefamiliens første Grønlandsfærd. Krydseren Valkyrien lægger fra kaj ved Toldboden og sejler ud af Københavns Havn 1. juni 1921.
Første stop på rejsen er Færøerne - optagelser fra Waag (Vágur) - en af de vigtigste havnebyer hvad angår hvalfangst. Kongeparret går i land i Trangisvaag (Trongisvágur), pyntet festligt i anledning af besøget. Optagelser fra Thorshavn, færingerne i deres smukke folkedragter, Finsens monument og besøg ved mindesmærke. Herefter besøg i Klaksvik, hvor færingerne demonstrerer kaproning for kongen. Ombord på Valkyrien morer man sig med ringspil, men modtager også gæster.
Kongefamilien ankommer til Island og modtages på havnen i Reykjavik. Optagelser fra en flagsmykket by, gaderne, tørring af klipfisk, biblioteket og epidemihospitalet. Udflugt i bil til Thingvalla (Þingvellir) og Öxaráfoss. Kongen overværer den islandske brydesport glima og overrækker vinderpokalen foran de mange fremmødte tilskuere. Selskabet forlader Thingvalla til hest. Udflugt til Gullfoss. Optagelser af landskabet, laksefiskeri, hesteflok. Kongen køres i bil op ad den stejle farefulde bjergside Kambar, beliggende ca. 40 km øst for Reykjavik.
S/S Island sejler kongefamilien til Grønland i høj søgang. En grønlænder i kajak sejler de kongelige gæster i møde og kommer om bord på kongeskibet. Landgang i Godthåb (Nuuk), hvor mange er mødt op for at hilse på kongen. Mindestenen for Jørgen Brønlund. Kajakopvisning og konebåde (umiak) - disse optagelser er kopieret ind flere gange. Grønlænderne optræder med dans. Der afholdes gudstjeneste i Frelsers Kirke. Optagelser af grønlændere. S/S Island møder Søkongen, Knud Rasmussens skib på vej ud på 5. Thuleekspedition. Et svensk skib, Bele, er strandet på et skær. Kongen kommer det til undsætning. Ankomsten til København - kongeparret takker besætningen og går i land.